# ترینتا ای ترس
ترینتا و ترس (به اسپانیایی: Treinta y Tres) شهری در کشور اروگوئه، استان ترینتا و ترس است که جمعیت آن در سرشماری سال ۲۰۰۴ میلادی ۲۵٬۷۱۱ نفر بوده‌است.